# Tempête solaire de 1859
Pour les articles homonymes, voir Carrington.
La tempête solaire de 1859, également connue sous le nom d'événement de Carrington — du nom de l'astronome britannique Richard Carrington qui l'étudia — résulte d'une série d'éruptions solaires ayant eu lieu à la fin de l'été 1859 et ayant notablement affecté la Terre. Elle a notamment produit de très nombreuses aurores polaires visibles jusque dans certaines régions tropicales et a fortement perturbé les télécommunications par télégraphe électrique. Cette éruption est utilisée comme modèle afin de prévoir les conséquences qu'une tempête solaire extrême serait susceptible de causer aux télécommunications à l'échelle mondiale, à la stabilité de la distribution d'électricité et au bon fonctionnement des satellites artificiels.

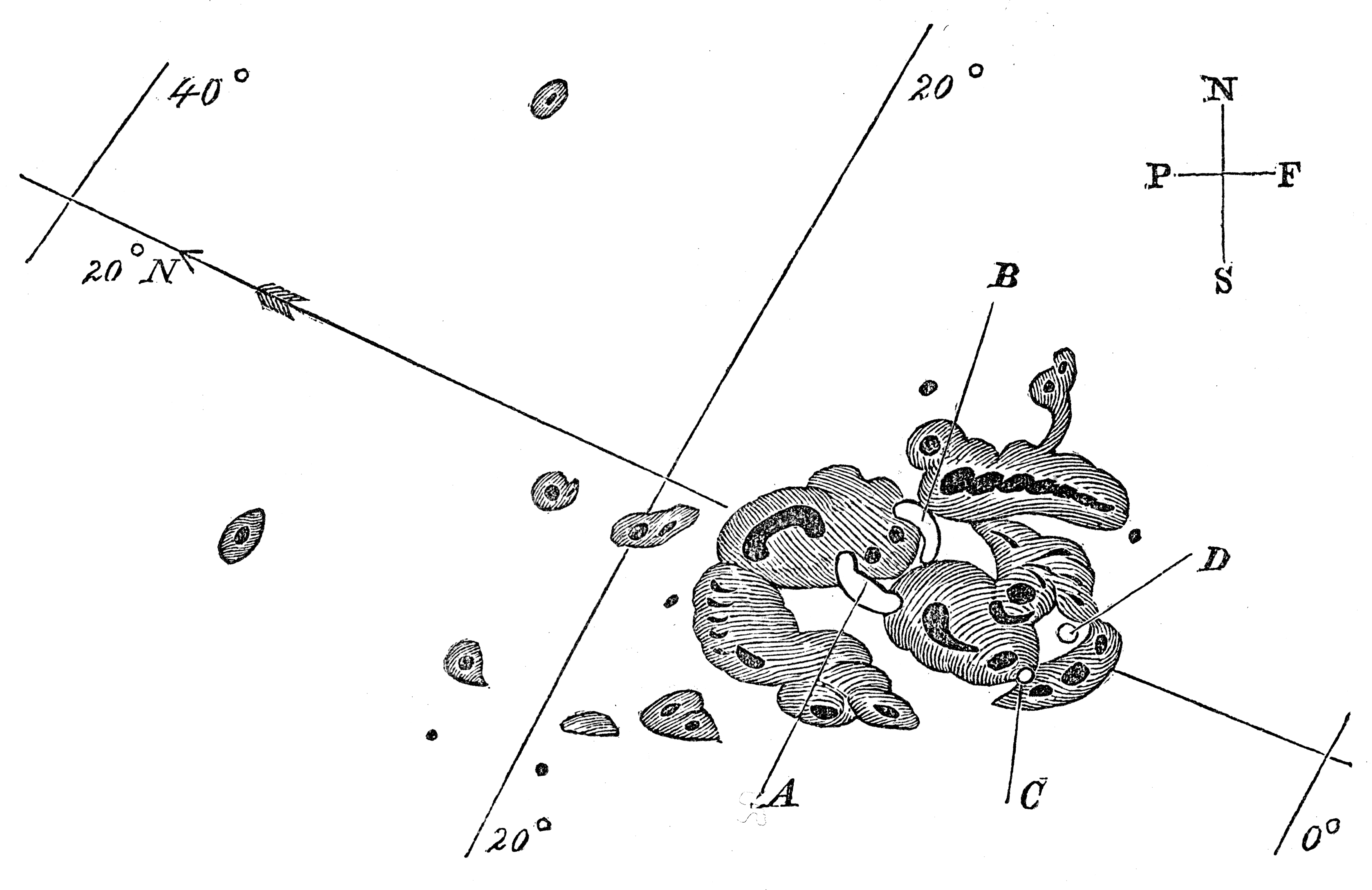
Croquis du groupe de taches solaires à l'origine de la seconde phase de l'éruption solaire, dessiné par Richard Carrington. Les quatre zones étiquetées de A à D correspondent aux lieux où apparurent les flashes aveuglants de l'éruption.

## Déroulement de la tempête
La tempête se déroula en deux phases correspondant à deux éruptions solaires de grande ampleur. 
La première atteignit la Terre dans la soirée du 28 août 1859, selon l'Eastern Standard Time, dans le fuseau horaire de la côte est des États-Unis d'Amérique. Elle provoqua des aurores très lumineuses et spectaculaires, visibles jusque dans la mer des Caraïbes où de nombreux équipages de bateaux notèrent la couleur inhabituelle du ciel. De nombreux observateurs terrestres interprétèrent à tort les lumières aurorales comme étant dues à des incendies lointains. Le champ magnétique terrestre a été lui aussi fortement perturbé.
La seconde phase débuta le 1er septembre. L'astronome anglais Richard Carrington, alors en train d'observer le Soleil, remarqua un ensemble de taches solaires anormalement grandes. Ces taches étaient apparues plusieurs jours auparavant et étaient tellement grandes qu'elles étaient aisément visibles à l'œil nu. À 11 h 18, il nota un éclair très intense en provenance de ce groupe de taches, éclair qui dura moins de 10 minutes et correspondait au début d'une nouvelle éruption solaire extrêmement violente. Le même phénomène fut observé non loin de là par un ami de Richard Carrington, Richard Hodgson (en). L'éruption atteignit la Terre 17 heures plus tard (dans la nuit du 1er au 2 septembre), illuminant le ciel nocturne sur tout l'hémisphère nord. En effet, des témoignages révélèrent qu'il était possible de lire un journal en pleine nuit grâce à la lumière aurorale jusqu'à aux latitudes du Panama.
Le 3 septembre 1859, le Baltimore American and Commercial Advertiser rapporte, en anglais :

« Ceux qui sont sortis tard jeudi soir ont eu l'occasion d'assister à un autre magnifique spectacle de lumières aurorales. Le phénomène était très similaire à celui de dimanche soir, bien que la lumière ait parfois été plus brillante et les teintes prismatiques plus variées et plus belles. La lumière semblait couvrir tout le firmament, comme un nuage lumineux, à travers lequel brillaient indistinctement les étoiles de plus grande magnitude. La lumière était plus forte que celle de la Lune à sa pleine puissance, mais elle avait une douceur et une délicatesse indescriptibles qui semblaient envelopper tout ce sur quoi elle reposait. Entre minuit et 1 heure, lorsque le spectacle était à son apogée, les rues tranquilles de la ville reposant sous cette étrange lumière revêtaient une apparence aussi belle que singulière. »

En 1909, un chercheur d'or australien, Count Frank Herbert, fait part de ses observations dans une lettre au Daily News de Perth, en anglais :

« Je faisais de l'orpaillage à Rokewood, à environ 6,5 kilomètres du canton de Rokewood (Victoria). Moi-même et deux camarades qui regardions par la tente avons vu un grand reflet dans le ciel austral vers 19 h, et en une demi-heure environ, une scène d'une beauté presque indescriptible survint, des lumières de toutes les couleurs imaginables émanaient du ciel, une couleur se dissipant pour laisser place à une autre si possible plus belle que la précédente, [the streams mounting to the zenith, but always becoming a rich purple when reaching there, and always curling round, leaving a clear strip of sky, which may be described as four fingers held at arm's length. The northern side from the zenith was also illuminated with beautiful colors, always curling round at the zenith, but were considered to be merely a reproduction of the southern display, as all colors south and north always corresponded. It was a sight never to be forgotten, and was considered at the time to be the greatest aurora recorded... The rationalist and pantheist saw nature in her most exquisite robes, recognising, the divine immanence, immutable law, cause, and effect. The superstitious and the fanatical had dire forebodings, and thought it a foreshadowing of Armageddon and final dissolution.]. »

Le champ magnétique terrestre apparent s'inversa temporairement sous l'influence du vent solaire issu de l'éruption dont le champ magnétique était, au moment où il atteignit la Terre, non seulement opposé au champ magnétique terrestre mais également plus intense.
La durée séparant la seconde éruption solaire de son arrivée sur Terre (seulement 17 heures) fut anormalement courte, celle-ci étant normalement de l'ordre de 60 heures. Sa brièveté est une conséquence de la première éruption solaire, dont le vent avait déjà durablement nettoyé l'espace interplanétaire entre la Terre et le Soleil.[pas clair] La violence de cette seconde tempête comprima très fortement la magnétosphère terrestre, la faisant passer de 60 000 kilomètres à quelques milliers, voire quelques centaines de kilomètres.[réf. nécessaire] Cet amincissement de la magnétosphère rendit la Terre bien moins protégée des particules ionisées du vent solaire et est à l'origine des aurores très intenses et très étalées qui furent observées.

## Conséquences
On estime que 5 % de l'ozone stratosphérique fut détruit lors de la tempête, ozone qui mit plusieurs années à se reformer dans la haute atmosphère.[réf. nécessaire] La température très intense de l'éruption (50 millions de degrés à sa naissance) permit d'accélérer les protons issus du Soleil à des énergies dépassant les 30 MeV, voire 1 GeV selon certains[Qui ?]. De tels protons énergétiques furent en mesure d'interagir par interaction forte avec des atomes d'azote et d'oxygène de la haute atmosphère terrestre qui libérèrent des neutrons et furent également à l'origine de la formation de nitrates. Une partie de ces nitrates se précipita ensuite et atteignit la surface terrestre. Ils furent mis en évidence par des carottages glaciaires effectués au Groenland et en Antarctique révélant que leur abondance correspondait à celle ordinairement formée en 40 ans par le vent solaire.
Les aurores générèrent ensuite des courants électriques dans le sol qui affectèrent les circuits électriques existants, notamment les réseaux de télégraphie électrique. De nombreux cas de télégraphistes victimes de violentes décharges électriques furent rapportés, ainsi que plusieurs incendies de station de télégraphie causés par les courants très intenses qui furent induits dans le sol.

## Tempête modèle et risques futurs
On a récemment découvert des tempêtes solaires dix à cent fois plus puissantes que celle de 1859, qui auraient des conséquences catastrophiques. D'après certaines observations, ce type d'événement serait susceptible de se reproduire avec une telle violence une fois tous les 150 ans.
Cette éruption est utilisée comme modèle afin de prévoir les conséquences qu'une tempête solaire extrême serait susceptible de causer aux télécommunications à l'échelle mondiale, à la stabilité de la distribution d'électricité et au bon fonctionnement des satellites artificiels. Une étude de 2004 estime que son niveau est supérieur à la classe X10,. Une étude publiée en février 2012 évalue les chances de survenue d'un événement semblable à environ 12 % pour la décennie qui suit,.